# Marisa Zini
Maria Luisa Zini (Torino, 17 marzo 1907 – Torino, 1982) è stata una traduttrice e francesista italiana.

## Biografia
All'anagrafe era registrata come Maria Luisa, ma era nota a tutti come Marisa. Figlia del filosofo Zino Zini, fu insegnante privata di Primo Levi; esercitò la professione di insegnante anche nella vita quotidiana, occupandosi in special modo di letteratura francese, materia di cui divenne esperta. Nel 1942 fu assunta come collaboratrice dalla casa editrice Francesco De Silva insieme, tra gli altri, a Gianni Tribaudino, Anita Rho, Mario Sturani e Maria Vittoria Malvano. Nel 1952 tradusse per la casa editrice Einaudi numerose opere di Anatole France, che furono poi riunite nel volume Storia contemporanea; la sua opera di traduzione fu apprezzata dai critici. Lavorò a lungo con due editori torinesi, UTET ed Einaudi, traducendo in special modo opere di Jean Cocteau e Stendhal. Tra le sue principali opere si ricordano la traduzione de I miserabili di Hugo e de I tre moschettieri di Dumas padre.

## Opere

### Traduzioni
- Stendhal, Mina di Wangel e altre novelle, Torino, UTET, 1930
- Antoine François Prévost, Manon Lescaut, Torino, UTET, 1936
- Jean de La Fontaine, Favole, Torino, UTET, 1937
- Jean-Jacques Rousseau, Le passeggiate del pensatore solitario, Torino, UTET, 1939
- Victor Hugo, I miserabili, Torino, UTET, 1946
- Jeanne Marie Roland Phlipon, Memorie della signora Roland, Torino, De Silva, 1947
- Alain-René Lesage, Il diavolo zoppo, Torino, UTET, 1951
- Anatole France, L'anello di ametista, Torino, Einaudi, 1952
- Anatole France, Il manichino di vimini, Torino, Einaudi, 1952
- Anatole France, L'olmo del Mail, Torino, Einaudi, 1952
- Anatole France, Il signor Bergeret a Parigi, Torino, Einaudi, 1952
- Anatole France, Storia contemporanea, Torino, Einaudi, 1952
- Stendhal, La Certosa di Parma, Torino, UTET, 1954
- Maurice Druon, Le grandi famiglie, Torino, Einaudi, 1956
- Stendhal, Armance; Lamiel; Racconti e novelle, Torino, Einaudi, 1957 (con Mario Bonfantini)
- Eugène Fromentin, Dominique, Torino, UTET, 1957
- Jean Cocteau, Orfeo, Torino, Einaudi, 1963
- Jean Cocteau, I parenti terribili, Torino, Einaudi, 1964
- Charles Guignebert, Gesù, Torino, Einaudi, 1965
- Alexandre Dumas padre, I tre moschettieri, Torino, Einaudi, 1965
- Jean Cocteau, Teatro, Torino, Einaudi, 1970
- Stendhal, Vita di Henry Brulard, Torino, Einaudi, 1976
- Georges Duby, San Bernardo e l'arte cistercense, Torino, Einaudi, 1982